# Abitare
Abitare est une revue mensuelle italienne d'architecture, de décoration et de design.

## Historique
Publiée en italien et en anglais, elle est fondée en 1961 par Piera Peroni qui la dirige durant une décennie. Initialement, la revue est nommée Casa Novità pour prendre le titre Abitare à partir du numéro 6.